# Halidu Zineta
Halidu Zineta (* 1952) ist ein ehemaliger ghanaischer Mittelstreckenläufer.
1977 gewann er bei den Westafrikaspielen Silber über 1500 m.
Bei den Commonwealth Games 1978 in Edmonton wurde er Sechster über 800 m und schied über 1500 m im Vorlauf aus.

## Bestzeiten
- 800 m: 1:48,15 min, 10. August 1978, Edmonton
- 1500 m: 3:52,4 min, 27. April 1979, Kumasi